# Серебряный волк
«Серебряный волк» (англ. Silver Wolf) — канадо-американский кинофильм для семейного просмотра.

## Сюжет
Шестнадцатилетний Джесси живёт в горном заповеднике, он дружит со своей одноклассницей Люси и увлекается сноубордом. И ещё у него есть близкий друг — волк, по кличке «Серебряный», которого он нашёл раненым в лесу, выходил с помощью дяди и приручил. Но не всем соседям нравится эта дружба, особенно не по душе она скотоводу Джону Рокуэллу, который отстреливает волков, защищая свой скот. Удастся ли Джесси спасти своего друга?

## В ролях
- Майкл Бьен — Рой Маклин
- Рой Шайдер — Джон Рокуэлл
- Шэйн Мейер — Джесси Маклин
- Линда Бойд — Анна Маклин
- Кимберли Уорнэт — Люсинда «Люси» Рокуэлл
- Рон Сов — шериф

## Съемочная группа
- Режиссёр — Питер Сватек
- Оператор — Кертис Дж. Питерсен
- Сценарист — Майкл Эймо
- Продюсер — Дебора Габлер, Джефф Джеффрэй, Гари Хаусэм
- Монтажер — Дени Папийон, Давид Лего
- Композитор — Роб Карли
- Художник — Кэтрин Хэттон
- Исполнительный продюсер — Уолтер Джостен